# Graniczna Placówka Kontrolna Turoszów

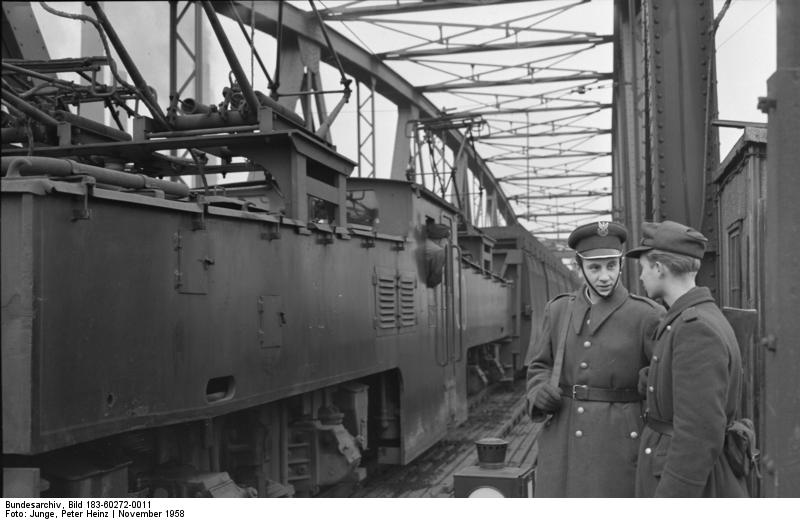
Przejście graniczne Turoszów (listopad 1958)

Graniczna Placówka Kontrolna Turoszów – nieistniejący obecnie pododdział Wojsk Ochrony Pogranicza wykonujący kontrolę graniczną osób i środków transportu bezpośrednio w przejściu granicznym Turoszów.

## Formowanie i zmiany organizacyjne
Zgodnie z rozkazem organizacyjnym MON nr 233/org. z 15.10.1947, 15 listopada 1947 sformowano kolejowe GPK Turowo kategorii D według etatu 7/12 o stanie 17 wojskowych i 1 kontraktowy.
Od 1960 placówka funkcjonowała w strukturach 8 Brygady WOP. W latach 1965–1971 graniczne placówki kontrolne podporządkowane były Komendom wojewódzkim Milicji Obywatelskiej.

## Dowódcy placówki
Tadeusz Jarmoliński wymienia następujących dowódców placówki:
- por. Leon Leparowski
- kpt. Stanisław Szkopiak